# Pseudogiria uniformis
Pseudogiria uniformis là một loài bướm đêm trong họ Noctuidae.